# Западногренландска струја
Западногренландска струја је продужетак Источногренладске струје који се креће од јужног Гренланда, његовим западним обалама. Њена температура је око –1,8 °C, а салинитет је нижи од 34 промила. Код острва Девон у Северном леденом океану, струја скреће за 180 степени и обалама Бафиновог острва иде ка југу. У том делу она се назива Бафинова струја. У Лабрадорском мору Западногренландска струја утиче у хладну Лабрадорску струју, као горепоменута струја.